# Marias kleiner Esel
Marias kleiner Esel ist eine deutsche Fernsehserie des Ersten. Die Serie basiert auf dem Buch Marias kleiner Esel und die Flucht nach Ägypten von Gunhild Sehlin.

## Inhalt
Josef kauft der schwangeren Maria einen kleinen Esel. Dieser begleitet das Paar auf dem Weg von Nazareth nach Bethlehem sowie später auf ihrer Flucht nach Ägypten. Dabei beschützt der kleine Esel das Paar und deren Sohn Jesus. Hilfe bekommt der kleine Esel von einem Engel, den nur er selbst sehen kann und der ihm den Weg zeigt. Nach einigen Jahren kehrt die Familie gemeinsam mit dem Esel nach Nazareth zurück. Dort erzählt der kleine Esel den anderen Tieren Geschichten von Jesus, den er den guten Hirten nennt.

## Ausstrahlung & Veröffentlichung
Die ersten vier Folgen wurden bei der Sendung mit der Maus gezeigt. An den Adventssonntagen im Jahr 2004 wurden die vier Folgen mit fünf Minuten Länge ausgestrahlt. Am 25. Dezember 2004 wurde die gesamte Serie unter dem Titel Marias kleiner Esel gezeigt. 2006 folgte die Produktion der Geschichte Die Flucht nach Ägypten. Im November 2006 wurden Marias kleiner Esel und Die Flucht nach Ägypten als zweiteilige Miniserie auf DVD veröffentlicht. Diese trug den Titel Marias kleiner Esel und die Flucht nach Ägypten. Im Dezember 2006 folgte die Fernsehausstrahlung der Miniserie bei der ARD.

## Episodenliste

### In der Sendung mit der Maus
| Nr. | Originaltitel               | Erstausstrahlung Deutschland | Regie          | Drehbuch                          |
| --- | --------------------------- | ---------------------------- | -------------- | --------------------------------- |
| 1 | Der kleine Esel             | 28. Nov. 2004                | Matthias Bruhn | Martin Frei-Borchers, Karen Thilo |
| Der kleine Esel veranstaltet viel Unsinn und macht Dreck. Er ist außerdem bockig und will nicht arbeiten. Deshalb ist sein Besitzer, ein reicher Kaufmann, unzufrieden mit ihm. Als er den Esel mit einem Stock schlagen will, stoppt ihn die schwangere Maria. Maria ist sofort fasziniert von dem Tier und den klugen Augen des Esels. Ihr Mann, Josef kauft das Tier wenig später, damit der Esel Maria bei deren Arbeit unterstützt. |                             |                              |                |                                   |
| 2 | Der Aufbruch nach Bethlehem | 5. Dez. 2004                 | Matthias Bruhn | Martin Frei-Borchers, Karen Thilo |
| Der kleine Esel hilft Maria inzwischen sehr gut bei der Arbeit. Als der reiche Kaufmann das sieht, möchte er den Esel zurückkaufen. Doch Maria lehnt ab, da sie den Esel sehr gern hat. Da erfahren Maria und Josef, dass sie auf Befehl des Kaisers Augustus nach Bethlehem reisen müssen. Dort steht eine Volkszählung an. Der Kaufmann möchte das Paar jedoch nicht auf seinen Kamelen mitnehmen. Er ist immer noch wütend, dass Maria den Esel nicht wieder an ihn verkaufen wollte. Letztendlich beschließt der kleine Esel Maria und Josef nach Bethlehem zu begleiten. Währenddessen passt Marias Freundin Hannah auf den Hof von Maria und Josef auf.                              |                             |                              |                |                                   |
| 3 | Die lange Reise             | 12. Dez. 2004                | Matthias Bruhn | Martin Frei-Borchers, Karen Thilo |
| Der Weg nach Bethlehem ist mühsam. Es regnet. Der Bach hat sich zu einem reißenden Fluss entwickelt und hat die Brücke zerstört. Maria und Josef wissen nicht mehr weiter. Da erscheint dem kleinen Esel ein Engel und zeigt ihm den Weg. Einige Zeit später kommen Maria, Josef und der kleine Esel in einer Räuberhöhle unter. Die anwesenden Räuber scheinen das Paar eigentlich ausrauben zu wollen, freunden sich dann aber mit Maria und Josef an. Dann verabschieden sie sich. Wenig später trifft das Paar auf Hirten, die Schafsmilch mit ihnen teilen. Dort erzählt der kleine Esel den anwesenden Schafen von Marias Kind. Dieser soll Menschen, so wie Tieren Frieden bringen. |                             |                              |                |                                   |
| 4 | Die Geburt des guten Hirten | 19. Dez. 2004                | Matthias Bruhn | Martin Frei-Borchers, Karen Thilo |
| Maria und Josef sind in Bethlehem angekommen. Doch in Bethlehem sind alle Herbergen ausgebucht. Da erscheint dem Esel wieder ein Engel. Er führt Maria und Josef zu einem Stall. Dort bekommt Maria ihren Sohn. Währenddessen erscheint ein Engel den Hirten und Schafen. Er führt diese zum Stall, in dem diese das Kind besuchen. |                             |                              |                |                                   |

### Bei der ARD & als DVD-Serie
| Nr. | Originaltitel                                    | Erstausstrahlung Deutschland | Regie          | Drehbuch                          |
| --- | ------------------------------------------------ | ---------------------------- | -------------- | --------------------------------- |
| 1 | Marias kleiner Esel                              | 25. Dez. 2004                | Matthias Bruhn | Martin Frei-Borchers, Karen Thilo |
| Hier handelt es sich um einen Zusammenschnitt aller Folgen, die bei der Sendung mit der Maus gezeigt wurden. (vgl. Zusammenfassung der vier Folgen) |                                                  |                              |                |                                   |
| 2 | Marias kleiner Esel II – Die Flucht nach Ägypten | 24. Dez. 2006                | Matthias Bruhn | Martin Frei-Borchers, Karen Thilo |
| Der kleine Esel wohnt noch immer mit Maria, Josef und deren Sohn Jesus in dem Stall in Bethlehem. Die drei heiligen Könige aus dem Morgenland erscheinen und bringen Jesus Geschenke, darunter auch den Ring der Weisheit. Wenig später erfahren Maria und Josef, dass König Herodes nach Jesus sucht. Sie fliehen vor ihm und seinen Soldaten. In einem Wirtshaus treffen sie erneut auf den reichen Kaufmann. Nachdem dieser sich anfangs darüber lustig macht, dass das Paar mit einem Esel versucht die Wüste zu überqueren, nimmt er sie schließlich nach Ägypten mit. Dafür verlangt er als Bezahlung den Ring der Weisheit. Während die anderen Reisenden auf Kamelen sitzen, sitzt Maria mit Jesus auf dem kleinen Esel. Josef läuft nebenher. Die Kamele des Kaufmanns gehen extra langsam, damit der kleine Esel auch mitkommen kann. Als der Karawane schließlich das Wasser aufgeht, erscheint dem kleinen Esel ein Engel, dieser führt die Karawane zu einer Wasserstelle. Dankbar über den Wasserfund lässt der Kaufmann Maria und Josef schließlich auch auf Kamelen reiten. Als sie in Ägypten ankommen führt der Kaufmann Maria, Josef und Jesus zu einem verlassenen Haus, in dem die Familie wohnen kann. Auch dort erscheinen Herodes Soldaten, doch der Esel kann helfen Jesus zu verstecken. Die Söldner verlassen das Haus. Jesus wird immer älter. Schließlich erfahren Maria und Josef von dem reichen Kaufmann, dass König Herodes gestorben ist. Er bietet den beiden an sie auf seiner Karawane zurück nach Nazareth zu bringen. In Nazareth glaubt man inzwischen nicht mehr an die Rückkehr von Maria und Josef. Haus und Hof der beiden soll verkauft werden. Doch gerade noch im letzten Moment erscheinen Maria und Josef und können den Verkauf verhindern. Auf dem Hof erzählt der kleine Esel den anderen Tieren von den Abenteuern mit Jesus, den er den guten Hirten nennt. |                                                  |                              |                |                                   |

## Rezeption
Von der Deutschen Film- und Medienbewertung wurde der „DVD-Serie“ das „Prädikat wertvoll“ verliehen. Es sei eine „bibelfeste und kleinkindgerechte“ Zeichentrickverfilmung. Mit Maria und dem kleinen Esel gebe es „liebenswerte und zur Identifikation einladenden Protagonisten“. Insbesondere auch die Kindersprecher trügen zu einer liebenswerten und sympathischen Serie bei.
Kerstin Klitsch von TV Spielfilm findet, dass Marias kleiner Esel eines der Fernsehhighlights für Kinder an Heiligabend ist und den Kindern das Warten auf Weihnachten mit dieser Serie leicht fällt. Sie hält Marias kleiner Esel fast schon für einen Weihnachtsklassiker.